# Ptilinopus fasciatus
Ptilinopus fasciatus, "samoafruktduva", är en fågel i familjen duvor inom ordningen duvfåglar. Den betraktas oftast som underart till purpurpannad fruktduva (Ptilinopus porphyraceus), men urskiljs sedan 2014 av IUCN och Birdlife International som egen art. Den kategoriseras av IUCN som livskraftig. Fågeln förekommer i Samoa och Amerikanska Samoa, men också på Wallis och Futuna och Niuafo'ou i Tonga där populationerna troligen är hybrider.